# Progona sadima
Progona sadima är en fjärilsart som beskrevs av William Schaus 1896. Progona sadima ingår i släktet Progona och familjen björnspinnare. Inga underarter finns listade i Catalogue of Life.